# (3924) Birch
(3924) Birch (1977 CU) – planetoida z grupy pasa głównego asteroid okrążająca Słońce w ciągu 4,44 lat w średniej odległości 2,7 j.a. Odkryta 11 lutego 1977 roku.